# 제라드 크리스토퍼

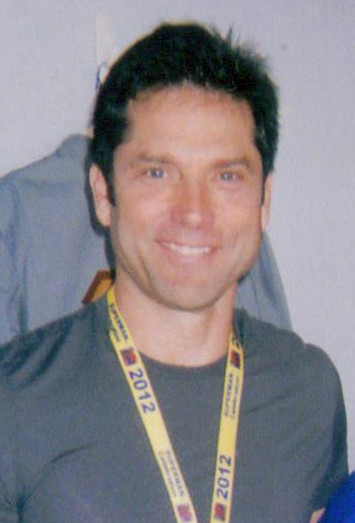

제라드 크리스토퍼(Gerard Christopher, 1959년 5월 11일 ~ )는 미국의 배우, 영화배우, 텔레비전 배우, 각본가, 모델이다.
뉴욕에서 태어났다.

## 영화
- 하늘을 보라 - 슈퍼맨의 놀라운 이야기 (2006년) - 본인 역
- 슈퍼보이 (1988년) - 슈퍼보이 - 클락 켄트 89-92 역
- 데인저러슬리 클로즈 (1986년)
- 톰보이 (1985년)